# Stati dell'Asia
Gli Stati dell'Asia riconosciuti ufficialmente dall'ONU sono complessivamente 49, di cui:
- 3 appartenenti sia alla regione geografica asiatica che a quella europea (Russia, Turchia, Kazakistan);
- 3 appartenenti alla Transcaucasia, appartenente geograficamente all'Asia, ma talvolta ricondotta alla regione geografica europea (Georgia, Azerbaigian, Armenia);
- uno appartenente geograficamente all'Asia, ma politicamente all'Euro (Cipro);
- uno appartenente sia alla regione geografica asiatica che a quella africana (Egitto).

## Confini geografici dell'Asia
Le divisioni tra l'Asia e l'Europa sono rappresentate dai monti Urali, dal fiume Ural e dal mar Caspio a est; dalla catena del Caucaso, dal mar Nero, dal Bosforo e dai Dardanelli a sud. Azerbaigian, Georgia, Kazakistan, Russia e Turchia hanno territori sia in Europa che in Asia. Paesi come Armenia e Cipro si trovano in Asia occidentale, ma sono socio-politicamente europei. Il confine con l'Africa è rappresentato dal canale di Suez, quindi si può dire che la penisola del Sinai, che fa parte dell'Egitto, si trova in Asia.
Il confine con l'Australasia (Oceania) è discutibile ed è collocato tra Giava e Nuova Guinea. L'Indonesia ha territori che si estendono su entrambe le aree, ma è un Paese considerato asiatico. Timor Est è considerato talvolta un Paese dell'Australasia, ma siccome è circondato dall'Indonesia, è considerato parte del continente asiatico. La Papua Nuova Guinea è talvolta considerato uno Stato asiatico, in virtù del fatto che si trovi vicino all'Indonesia, ma questa considerazione è molto rara e di fatto il Paese è inteso come parte dell'Oceania per ragioni storiche, sociali e geopolitiche. 
La divisione con l'America del Nord è rappresentata dallo stretto di Bering. In base a ciò alcune delle isole Aleutine possono essere intese come parte dell'Asia.

## Stati indipendenti
La lista include gli Stati pienamente riconosciuti, quelli con riconoscimento limitato e i territori dipendenti di Stati asiatici e non asiatici.

### Stati riconosciuti dall'ONU
Ai fini della presente lista, sono considerati anche stati transcontinentali e/o culturalmente o storicamente associati all' Europa: Russia, Cipro, Turchia, e i tre Stati caucasici, per un totale di 48 Stati asiatici riconosciuti, tutti membri dell'ONU. A questi si aggiunge poi lo Stato di Palestina, che è un membro osservatore.
| Bandiera                       | Mappa | Nome | Capitale                  | Popolazione | Superficie (km²) |
| ------------------------------ | ----- | --- | ------------------------- | ----------- | ---------------- |
| Afghanistan (bandiera)         |       | Afghanistan (Repubblica Islamica dell'Afghanistan, de iure) (Emirato Islamico dell'Afghanistan, de facto) | Kabul                     | 30419928    | 652230           |
| Arabia Saudita (bandiera)      |       | Arabia Saudita (Regno dell'Arabia Saudita)                                                                | Riad                      | 26534504    | 2149690          |
| Armenia (bandiera)             |       | Armenia (Repubblica di Armenia)                                                                           | Erevan                    | 2970495     | 29743            |
| Azerbaigian (bandiera)         |       | Azerbaigian (Repubblica dell'Azerbaigian)                                                                 | Baku                      | 9493600     | 86600            |
| Bahrein (bandiera)             |       | Bahrein (Regno del Bahrein)                                                                               | Manama                    | 1248348     | 760              |
| Bangladesh (bandiera)          |       | Bangladesh (Repubblica Popolare del Bangladesh)                                                           | Dacca                     | 161083804   | 143998           |
| Birmania (bandiera)            |       | Birmania (Repubblica dell'Unione del Myanmar)                                                             | Naypyidaw                 | 54584650    | 676578           |
| Bhutan (bandiera)              |       | Bhutan (Regno del Bhutan)                                                                                 | Thimphu                   | 716896      | 38394            |
| Brunei (bandiera)              |       | Brunei (Stato del Brunei, Dimora della Pace)                                                              | Bandar Seri Begawan       | 408786      | 5765             |
| Cambogia (bandiera)            |       | Cambogia (Regno di Cambogia)                                                                              | Phnom Penh                | 14952665    | 181035           |
| Cina (bandiera)                |       | Cina (Repubblica Popolare Cinese)                                                                         | Pechino                   | 1343239923  | 9596961          |
| Cipro (bandiera)               |       | Cipro (Repubblica di Cipro)                                                                               | Nicosia                   | 1141166     | 9251             |
| Corea del Nord (bandiera)      |       | Corea del Nord (Repubblica Popolare Democratica di Corea)                                                 | Pyongyang                 | 24589122    | 120538           |
| Corea del Sud (bandiera)       |       | Corea del Sud (Repubblica di Corea)                                                                       | Seul                      | 48860500    | 99720            |
| Emirati Arabi Uniti (bandiera) |       | Emirati Arabi Uniti                                                                                       | Abu Dhabi                 | 5314317     | 83600            |
| Filippine (bandiera)           |       | Filippine (Repubblica delle Filippine)                                                                    | Manila                    | 103775002   | 300000           |
| Georgia (bandiera)             |       | Georgia                                                                                                   | Tbilisi                   | 4570934     | 69700            |
| Giappone (bandiera)            |       | Giappone (Stato del Giappone)                                                                             | Tokyo                     | 127368088   | 377915           |
| Giordania (bandiera)           |       | Giordania (Regno Hascemita di Giordania)                                                                  | Amman                     | 6508887     | 89342            |
| India (bandiera)               |       | India (Repubblica dell'India)                                                                             | Nuova Delhi               | 1205073612  | 3287263          |
| Indonesia (bandiera)           |       | Indonesia (Repubblica d'Indonesia)                                                                        | Giacarta                  | 248645008   | 1904569          |
| Iran (bandiera)                |       | Iran (Repubblica Islamica dell'Iran)                                                                      | Teheran                   | 78868711    | 1648195          |
| Iraq (bandiera)                |       | Iraq (Repubblica dell'Iraq)                                                                               | Baghdad                   | 31129225    | 438317           |
| Israele (bandiera)             |       | Israele (Stato d'Israele)                                                                                 | Gerusalemme               | 7590758     | 20770            |
| Kazakistan (bandiera)          |       | Kazakistan (Repubblica del Kazakistan)                                                                    | Astana                    | 17522010    | 2724900          |
| Kirghizistan (bandiera)        |       | Kirghizistan (Repubblica del Kirghizistan)                                                                | Biškek                    | 5496737     | 199951           |
| Kuwait (bandiera)              |       | Kuwait (Stato del Kuwait)                                                                                 | Al Kuwait                 | 2646314     | 17818            |
| Laos (bandiera)                |       | Laos (Repubblica Popolare Democratica del Laos)                                                           | Vientiane                 | 6586266     | 236800           |
| Libano (bandiera)              |       | Libano (Repubblica Libanese)                                                                              | Beirut                    | 4140289     | 10400            |
| Maldive (bandiera)             |       | Maldive (Repubblica delle Maldive)                                                                        | Male                      | 394451      | 298              |
| Malaysia (bandiera)            |       | Malaysia                                                                                                  | Kuala Lumpur              | 29179952    | 329847           |
| Mongolia (bandiera)            |       | Mongolia                                                                                                  | Ulan Bator                | 3179997     | 1564116          |
| Nepal (bandiera)               |       | Nepal (Repubblica Federale Democratica del Nepal)                                                         | Katmandu                  | 29890686    | 147181           |
| Oman (bandiera)                |       | Oman (Sultanato dell'Oman)                                                                                | Mascate                   | 3090150     | 309500           |
| Pakistan (bandiera)            |       | Pakistan (Repubblica Islamica del Pakistan)                                                               | Islamabad                 | 190291129   | 796095           |
| Qatar (bandiera)               |       | Qatar (Stato del Qatar)                                                                                   | Doha                      | 1951591     | 11586            |
| Russia (bandiera)              |       | Russia (Federazione Russa)                                                                                | Mosca                     | 142517670   | 13100000         |
| Singapore (bandiera)           |       | Singapore (Repubblica di Singapore)                                                                       | Singapore                 | 5353494     | 697              |
| Siria (bandiera)               |       | Siria (Repubblica Araba di Siria)                                                                         | Damasco                   | 22530746    | 185180           |
| Sri Lanka (bandiera)           |       | Sri Lanka (Repubblica Democratica Socialista dello Sri Lanka)                                             | Sri Jayawardenapura Kotte | 21481334    | 65610            |
| Tagikistan (bandiera)          |       | Tagikistan (Repubblica del Tagikistan)                                                                    | Dušanbe                   | 7768385     | 143100           |
| Thailandia (bandiera)          |       | Thailandia (Regno di Thailandia)                                                                          | Bangkok                   | 67091089    | 513120           |
| Timor Est (bandiera)           |       | Timor Est (Repubblica Democratica di Timor Est)                                                           | Dili                      | 1143667     | 14874            |
| Turchia (bandiera)             |       | Turchia (Repubblica di Turchia)                                                                           | Ankara                    | 79749461    | 783562           |
| Turkmenistan (bandiera)        |       | Turkmenistan (Repubblica del Turkmenistan)                                                                | Aşgabat                   | 5054828     | 488100           |
| Uzbekistan (bandiera)          |       | Uzbekistan (Repubblica dell'Uzbekistan)                                                                   | Tashkent                  | 28394180    | 447400           |
| Vietnam (bandiera)             |       | Vietnam (Repubblica Socialista del Vietnam)                                                               | Hanoi                     | 91519289    | 331210           |
| Yemen (bandiera)               |       | Yemen (Repubblica dello Yemen)                                                                            | Sana'a                    | 24771809    | 527968           |

### Stati parzialmente riconosciuti o non riconosciuti
I quattro stati seguenti hanno diversi livelli di riconoscimento, ma non sono riconosciuti dalle Nazioni Unite.
| Bandiera                   | Mappa | Nome                                                                | Status | Capitale        | Popolazione | Superficie (km²) |
| -------------------------- | ----- | ------------------------------------------------------------------- | --- | --------------- | ----------- | ---------------- |
| Abcasia (bandiera)         |       | Abcasia (Repubblica di Abcasia)                                     | Rivendicata come repubblica autonoma dalla Georgia. Riconosciuta da 5 Stati membri dell'ONU. | Sukhumi         | 250000      | 8660             |
| Cipro del Nord (bandiera)  |       | Cipro del Nord (Repubblica Turca di Cipro del Nord)                 | Rivendicato come parte settentrionale della Repubblica di Cipro. Riconosciuto solamente dalla Turchia. | Nicosia Nord    | 285,356     | 3355             |
| Ossezia del Sud (bandiera) |       | Ossezia del Sud (Repubblica dell'Ossezia del Sud - Stato di Alania) | Rivendicata come parte della Georgia. Riconosciuta da 5 Stati membri dell'ONU. | Tskhinvali      | 70000       | 3900             |
| Palestina (bandiera)       |       | Palestina (Stato di Palestina)                                      | Riconosciuta da 138 Stati membri dell'ONU, oltre alla Santa Sede e la Repubblica Democratica Araba dei Sahrawi. Gode dello status di osservatore permanente dell'Assemblea generale delle Nazioni Unite, come la Santa Sede. | Gerusalemme est | 5,133,392   | 6220             |
| Taiwan (bandiera)          |       | Taiwan (Repubblica di Cina)                                         | Rivendicata come provincia della Cina, è riconosciuto da 11 Stati membri dell'ONU e dalla Santa Sede, de facto mantiene relazioni con molti paesi del mondo.                                                                 | Taipei          | 23071779    | 35980            |

## Territori dipendenti e altri territori
Sono sei in Asia i territori dipendenti da altri Stati o i territori che hanno un particolare assetto politico deciso mediante accordi internazionali.
| Bandiera                         | Mappa | Nome                                                                                      | Status                                     | Capitale            | Popolazione | Superficie (km²) |
| -------------------------------- | ----- | ----------------------------------------------------------------------------------------- | ------------------------------------------ | ------------------- | ----------- | ---------------- |
| Regno Unito (bandiera)           |       | Akrotiri e Dhekelia (Area delle Basi Sovrane di Akrotiri e Dhekelia)                      | Territorio d'oltremare britannico          | Episkopi Cantonment | 15700<      | 254              |
|                                  |       | Territorio Britannico dell'Oceano Indiano                                                 | Territorio d'oltremare britannico          | Diego Garcia        | 4000        | 54,4             |
| Isola di Natale (bandiera)       |       | Isola di Natale (Territorio dell'isola di Natale)                                         | Territorio dell'Australia                  | Flying Fish Cove    | 1402        | 135              |
| Isole Cocos (Keeling) (bandiera) |       | Isole Cocos (Keeling) (Territorio delle Isole Cocos (Keeling))                            | Territorio dell'Australia                  | West Island         | 596         | 14               |
| Hong Kong (bandiera)             |       | Hong Kong (Regione amministrativa speciale di Hong Kong della Repubblica Popolare Cinese) | Regione amministrativa speciale della Cina | Hong Kong           | 7122508     | 1104             |
| Macao (bandiera)                 |       | Macao/Macau (Regione amministrativa speciale di Macao della Repubblica Popolare Cinese)   | Regione amministrativa speciale della Cina | Macao/Macau         | 573003      | 28,2             |